# Schwedische Badmintonmeisterschaft 2012
Die Schwedische Badmintonmeisterschaft 2012 fand vom 3. bis zum 5. Februar 2012 in Uppsala statt.

## Medaillengewinner
| Disziplin    | Gold                                | Silber                       | Bronze                               |
| ------------ | ----------------------------------- | ---------------------------- | ------------------------------------ |
| Herreneinzel | Henri Hurskainen                    | Mattias Wigardt              | Douglas Lidman                       |
| Herreneinzel | Henri Hurskainen                    | Mattias Wigardt              | Mathias Borg                         |
| Dameneinzel  | Elin Bergblom                       | Ellinor Widh                 | Jenny Wan                            |
| Dameneinzel  | Elin Bergblom                       | Ellinor Widh                 | Frida Mattsson                       |
| Herrendoppel | Joel Johansson-Berg Magnus Sahlberg | Nico Ruponen Mattias Wigardt | Richard Eidestedt Tim Foo            |
| Herrendoppel | Joel Johansson-Berg Magnus Sahlberg | Nico Ruponen Mattias Wigardt | Joakim Andersson Imanuel Hirschfeld  |
| Damendoppel  | Emelie Lennartsson Emma Wengberg    | Sanne Ekberg Amanda Högström | Louise Eriksson Amanda Wallin        |
| Damendoppel  | Emelie Lennartsson Emma Wengberg    | Sanne Ekberg Amanda Högström | Jennie Carlsson Christine Pettersson |
| Mixed        | Andi Hartono Elin Bergblom          | Nico Ruponen Amanda Wallin   | Patrik Lundqvist Emma Wengberg       |
| Mixed        | Andi Hartono Elin Bergblom          | Nico Ruponen Amanda Wallin   | Jonathan Nordh Louise Eriksson       |